# Saman Ghoddos
Seyed Saman Ghoddos (em perso: سامان قدّوس; Malmo, 6 de setembro de 1993) é um futebolista iraniano que atua como meio-campo. Atualmente joga pelo Brentford.

## Carreira
Foi convocado para defender a Seleção Iraniana de Futebol na Copa do Mundo de 2018.

## Títulos
Östersunds FK
- Copa da Suécia: 2016–17